# La calda bestia di Spilberg
La calda bestia di Spilberg (Helga, la louve de Stilberg) è un film francese del 1977 diretto da Alain Payet.

## Produzione
Del film, altrimenti rigorosamente soft, esiste anche un corredo hard girato a parte - sono presenti diversi attori del porno francese di allora come Aveline, Allan e Ceray - all'insaputa delle due protagoniste italiane. Anche il regista affermò di non aver girato scene hard per il film.